# Йорденсторф
Йорденсторф (нем. Jördenstorf) — община в Германии, в земле Мекленбург — Передняя Померания.
Входит в состав района Гюстров. Подчиняется управлению Мекленбургише Швайц. Население составляет 952 человек (2009); в 2003 г. — 1265. Занимает площадь 27,64 км².